# Copa Sudamericana 2025
La Copa Sudamericana 2025, denominada oficialmente Copa Conmebol Sudamericana 2025, es la vigésima cuarta edición del torneo, en la que participan equipos de los diez países afiliados a la confederación: Argentina, Bolivia, Brasil, Chile, Colombia, Ecuador, Paraguay, Perú, Uruguay y Venezuela.
El campeón obtendrá un cupo a la fase de grupos de la Copa Libertadores de América de la siguiente temporada, y disputará la Recopa Sudamericana de 2026 ante el campeón de la Copa Libertadores 2025.
La final se disputará en Santa Cruz de la Sierra, Bolivia, el 22 de noviembre, en la primera ocasión en que esa ciudad albergue una final única de un torneo continental.

## Formato
Para esta edición se seguirá el formato de la anterior, con un partido único en la fase nacional y con una fase previa a los octavos de final, donde los transferidos de fase de grupos de la Copa Libertadores jugarán contra los segundos de fase de grupos de la Copa Sudamericana. Los participantes se distribuirán de la siguiente manera:
- En la primera fase, los equipos de todas las federaciones, excepto Argentina y Brasil, jugarán contra otro de su mismo país, en llaves a partido único, con la localía determinada para el primer equipo del cruce que salga sorteado. Los ganadores clasificarán a la fase de grupos, asegurando que al menos dos equipos de cada federación participen en esta instancia.[5]
- Se incluirán en la fase de grupos los equipos de Argentina y Brasil, así como los cuatro equipos eliminados en la tercera fase clasificatoria de la Copa Libertadores 2025. Los ganadores de cada grupo se clasificarán a los octavos de final.[5]
- Los ocho equipos clasificados segundos en la fase de grupos y los ocho terceros de la fase de grupos de la Copa Libertadores 2025, disputarán la eliminatoria de octavos, en partidos de ida y vuelta.[7]
- Los ocho ganadores de la eliminatoria de octavos, clasificarán directamente a la fase eliminatoria, donde enfrentarán a los ocho ganadores de la fase de grupos.[7]

|                                      |                                      | Equipos que entran en esta fase                                                       | Equipos que provienen de la fase anterior                                                          | Equipos transferidos de la Copa Libertadores                 |
| ------------------------------------ | ------------------------------------ | ------------------------------------------------------------------------------------- | -------------------------------------------------------------------------------------------------- | ------------------------------------------------------------ |
| Primera fase (32 equipos)            | Primera fase (32 equipos)            | - 4 equipos de Bolivia, Chile, Colombia, Ecuador, Paraguay, Perú, Uruguay y Venezuela | |                                                              |
| Fase de grupos (32 equipos)          | Fase de grupos (32 equipos)          | - 6 equipos de Argentina y 6 equipos de Brasil                                        | - 16 equipos clasificados de la primera fase                                                       | - 4 equipos perdedores de la fase 3                          |
| Eliminatoria de octavos (16 equipos) | Eliminatoria de octavos (16 equipos) |                                                                                       | - 8 equipos clasificados segundos en la fase de grupos                                             | - 8 equipos que ocupen el tercer puesto en la fase de grupos |
| Fase eliminatoria (16 equipos)       | Fase eliminatoria (16 equipos)       |                                                                                       | - 8 equipos clasificados primeros de la fase de grupos - 8 ganadores de la eliminatoria de octavos |                                                              |

### Distribución de cupos
| País                                      | Cupos | Octavos de final | Eliminatoria de octavos | Fase de grupos | Primera fase |
| ----------------------------------------- | ----- | ---------------- | ----------------------- | -------------- | ------------ |
| Bolivia                                   | 4     | Indefinido       | Indefinido              | 2 ←            | ← 4          |
| Chile                                     | 4     | Indefinido       | Indefinido              | 2 ←            | ← 4          |
| Colombia                                  | 4     | Indefinido       | Indefinido              | 2 ←            | ← 4          |
| Ecuador                                   | 4     | Indefinido       | Indefinido              | 2 ←            | ← 4          |
| Paraguay                                  | 4     | Indefinido       | Indefinido              | 2 ←            | ← 4          |
| Perú                                      | 4     | Indefinido       | Indefinido              | 2 ←            | ← 4          |
| Uruguay                                   | 4     | Indefinido       | Indefinido              | 2 ←            | ← 4          |
| Venezuela                                 | 4     | Indefinido       | Indefinido              | 2 ←            | ← 4          |
| Argentina                                 | 6     | Indefinido       | Indefinido              | 6              | No participa |
| Brasil                                    | 6     | Indefinido       | Indefinido              | 6              | No participa |
| Transferidos de la Copa Libertadores 2025 | 12    | Indefinido       | 8                       | 4              | No participa |
| Fase de grupos                            | —     | 8                | 8                       | —              | No participa |
| Fase anterior                             | —     | 8                | —                       | 16             | No participa |
| Total                                     | 56    | 16               | 16                      | 32             | 32           |

### Calendario
El calendario de partidos está planificado de la siguiente manera.
| Fase           | Ronda                   | Fecha de sorteo         | Ida                 | Vuelta              |
| -------------- | ----------------------- | ----------------------- | ------------------- | ------------------- |
| Clasificatoria | Preliminar              | 19 de diciembre de 2024 | 4–6 de marzo        | 4–6 de marzo        |
| Grupos         | Fecha 1                 | 17 de marzo             | 1–3 de abril        | 1–3 de abril        |
| Grupos         | Fecha 2                 | 17 de marzo             | 8–10 de abril       | 8–10 de abril       |
| Grupos         | Fecha 3                 | 17 de marzo             | 22–24 de abril      | 22–24 de abril      |
| Grupos         | Fecha 4                 | 17 de marzo             | 6–8 de mayo         | 6–8 de mayo         |
| Grupos         | Fecha 5                 | 17 de marzo             | 13–15 de mayo       | 13–15 de mayo       |
| Grupos         | Fecha 6                 | 17 de marzo             | 27–29 de mayo       | 27–29 de mayo       |
| Eliminatoria   | Eliminatoria de octavos | No hay sorteo           | 15–17 de julio      | 22–24 de julio      |
| Eliminatoria   | Octavos de final        | 2 de junio              | 12–14 de agosto     | 19–21 de agosto     |
| Eliminatoria   | Cuartos de final        | 2 de junio              | 16–18 de septiembre | 23–25 de septiembre |
| Eliminatoria   | Semifinales             | 2 de junio              | 22–23 de octubre    | 29–30 de octubre    |
| Eliminatoria   | Final                   | 2 de junio              | 22 de noviembre     | 22 de noviembre     |

## Sede de la final
El 10 de abril de 2024, la ciudad de Santa Cruz de la Sierra fue designada como sede de la final, con estadio a ser confirmado, en la primera ocasión en que esa ciudad alberga una final única de un torneo continental.
| Bolivia                      |             |
| Ciudad                       | Estadio     |
| Santa Cruz de la Sierra      | Por definir |
|                              |             |
|                              |             |
| Final Copa Sudamericana 2025 |             |

## Participantes
| País              | Equipo                                                             | Vía de clasificación |
| ----------------- | ------------------------------------------------------------------ | --- |
| Argentina 6 cupos | Godoy Cruz Independiente Huracán Unión Lanús Defensa y Justicia    | 4.º ubicado de la tabla general de la temporada 2024 5.º ubicado de la tabla general de la temporada 2024 6.º ubicado de la tabla general de la temporada 2024 7.º ubicado de la tabla general de la temporada 2024 8.º ubicado de la tabla general de la temporada 2024 9.º ubicado de la tabla general de la temporada 2024 |
| Bolivia 4 cupos   | Universitario de Vinto Aurora Nacional Potosí GV San José          | Subcampeón del Torneo Apertura 2024 2.º ubicado de la tabla acumulada de la Primera División de Bolivia 2024 3.er ubicado de la tabla acumulada de la Primera División de Bolivia 2024 4.º ubicado de la tabla acumulada de la Primera División de Bolivia 2024                                                               |
| Brasil 6 cupos    | Cruzeiro Vasco da Gama Vitória Atlético Mineiro Fluminense Grêmio  | 9.º puesto del Campeonato Brasileño Serie A 2024 10.º puesto del Campeonato Brasileño Serie A 2024 11.º puesto del Campeonato Brasileño Serie A 2024 12.º puesto del Campeonato Brasileño Serie A 2024 13.er puesto del Campeonato Brasileño Serie A 2024 14.º puesto del Campeonato Brasileño Serie A 2024                   |
| Chile 4 cupos     | Palestino Universidad Católica Unión Española Everton              | 4.º puesto de la Primera División de Chile 2024 5.º puesto de la Primera División de Chile 2024 6.º puesto de la Primera División de Chile 2024 7.º puesto de la Primera División de Chile 2024 |
| Colombia 4 cupos  | Millonarios Once Caldas Junior América de Cali                     | 3.er ubicado de la tabla de reclasificación de la Categoría Primera A 2024 4.º ubicado de la tabla de reclasificación de la Categoría Primera A 2024 5.º ubicado de la tabla de reclasificación de la Categoría Primera A 2024 6.º ubicado de la tabla de reclasificación de la Categoría Primera A 2024                      |
| Ecuador 4 cupos   | Universidad Católica Aucas Mushuc Runa Orense                      | 2.º ubicado de la tabla acumulada de la Serie A de Ecuador 2024 3.er ubicado de la tabla acumulada de la Serie A de Ecuador 2024 4.º ubicado de la tabla acumulada de la Serie A de Ecuador 2024 5.º ubicado de la tabla acumulada de la Serie A de Ecuador 2024                                                              |
| Paraguay 4 cupos  | Guaraní 2 de Mayo Sportivo Luqueño Sportivo Ameliano               | 2.º ubicado de la tabla acumulada de la Primera División de Paraguay 2024 3.er ubicado de la tabla acumulada de la Primera División de Paraguay 2024 4.º ubicado de la tabla acumulada de la Primera División de Paraguay 2024 5.º ubicado de la tabla acumulada de la Primera División de Paraguay 2024                      |
| Perú 4 cupos      | Cusco Cienciano Atlético Grau ADT                                  | 5.º puesto de la tabla acumulada de la Liga1 de Perú 2024 6.º puesto de la tabla acumulada de la Liga 1 del Perú 2024 7.º puesto de la tabla acumulada de la Liga 1 del Perú 2024 8.º puesto de la tabla acumulada de la Liga 1 del Perú 2024                                                                                 |
| Uruguay 4 cupos   | Cerro Largo Danubio Racing Montevideo Wanderers                    | 5.º puesto de la tabla anual del Campeonato Uruguayo de Primera División 2024 6.º puesto de la tabla anual del Campeonato Uruguayo de Primera División 2024 7.º puesto de la tabla anual del Campeonato Uruguayo de Primera División 2024 8.º puesto de la tabla anual del Campeonato Uruguayo de Primera División 2024       |
| Venezuela 4 cupos | Metropolitanos Deportivo La Guaira Academia Puerto Cabello Caracas | Subcampeón del Torneo Apertura 2024 5.º puesto de la tabla acumulada de la Primera División de Venezuela 2024 7.º puesto de la tabla acumulada de la Primera División de Venezuela 2024 8.º puesto de la tabla acumulada de la Primera División de Venezuela 2024                                                             |

### Equipos transferidos desde la Copa Libertadores
Los cuatro equipos perdedores de la fase 3 de la Copa Libertadores 2025 pasaron a la fase de grupos de este torneo y los ocho que ocuparon el tercer puesto, en la fase de grupos del mismo torneo, disputarán las eliminatorias preliminares de octavos de final.
| Fase                                                          | Equipo | Vía de clasificación |
| ------------------------------------------------------------- | --- | --- |
| Fase clasificatoria 4 cupos en la Fase de grupos              | Deportes Iquique Boston River Melgar Corinthians                                                                                         | Perdedor G1 de la fase 3 de la Copa Libertadores 2025 Perdedor G2 de la fase 3 de la Copa Libertadores 2025 Perdedor G3 de la fase 3 de la Copa Libertadores 2025 Perdedor G4 de la fase 3 de la Copa Libertadores 2025 |
| Fase de grupos 8 cupos en la eliminatoria de octavos de final | Universidad de Chile Independiente del Valle Central Córdoba (SdE) Alianza Lima Atlético Bucaramanga Bahia Bolívar San Antonio Bulo Bulo | 3.er puesto del grupo A de la Copa Libertadores 2025 3.er puesto del grupo B de la Copa Libertadores 2025 3.er puesto del grupo C de la Copa Libertadores 2025 3.er puesto del grupo D de la Copa Libertadores 2025 3.er puesto del grupo E de la Copa Libertadores 2025 3.er puesto del grupo F de la Copa Libertadores 2025 3.er puesto del grupo G de la Copa Libertadores 2025 3.er puesto del grupo H de la Copa Libertadores 2025 |

### Distribución geográfica de los equipos
Distribución geográfica de las sedes de los equipos participantes:

## Sorteo

### Fase preliminar
El sorteo de la fase preliminar se realizó el 19 de diciembre de 2024, a las 12:00 (UTC-3), en la sede de la Conmebol, ubicada en la ciudad de Luque, Paraguay. Ese mismo día, se sortearon los cruces de la fase eliminatoria de la Copa Libertadores 2025. Por cada asociación miembro, hubo un bombo donde fueron ubicados los cuatro equipos pertenecientes a dichas federaciones. En los cruces ejerce la localía en el partido único aquel haya sido sorteado en posición impar. El cruce de los dos primeros equipos sorteados en cada bombo recibió la asignación 1 de cada país para la fase de grupos; el siguiente cruce con los dos equipos restantes recibió la asignación 2. Al momento del sorteo no se conocían las identidades de los equipos Bolivia 2, Bolivia 3, Bolivia 4 y Colombia 1.
| Bombo 1                                                      | Bombo 2                                                       | Bombo 3                                                 | Bombo 4                                                                    |
| ------------------------------------------------------------ | ------------------------------------------------------------- | ------------------------------------------------------- | -------------------------------------------------------------------------- |
| - Universitario de Vinto - Bolivia 2 - Bolivia 3 - Bolivia 4 | - Palestino - Universidad Católica - Unión Española - Everton | - Colombia 1 - Once Caldas - Junior - América de Cali   | - Universidad Católica - Aucas - Mushuc Runa - Orense                      |
| Bombo 5                                                      | Bombo 6                                                       | Bombo 7                                                 | Bombo 8                                                                    |
| - Guaraní - 2 de Mayo - Sportivo Luqueño - Sportivo Ameliano | - Cusco - Cienciano - Atlético Grau - ADT                     | - Cerro Largo - Danubio - Racing - Montevideo Wanderers | - Metropolitanos - Deportivo La Guaira - Academia Puerto Cabello - Caracas |

### Fase de grupos
El sorteo de la fase de grupos se realizó el 17 de marzo a las 20:00 (UTC-3), junto con el sorteo de la fase de grupos de la Copa Libertadores 2025.
Los bombos fueron distribuidos según el ranking Conmebol al 16 de diciembre de 2024. Dos equipos de un mismo país no podían encontrarse en el mismo grupo.
| Bombo 1 | Bombo 2 | Bombo 3 | Bombo 4 |
| --- | --- | --- | --- |
| - Atlético Mineiro (7) - Fluminense (10) - Grêmio (11) - Independiente (22) - Cruzeiro (26) - Lanús (30) - Defensa y Justicia (33) - América de Cali (40) | - Guaraní (47) - Palestino (55) - Caracas (58) - Vasco da Gama (66) - Huracán (70) - Universidad Católica (71) - Unión Española (79) - Godoy Cruz (80) | - Once Caldas (96) - Racing (100) - Unión (101) - Nacional Potosí (113) - Cienciano (118) - Sportivo Luqueño (123) - Academia Puerto Cabello (159) - Cerro Largo (192) | - Mushuc Runa (232) - Atlético Grau (250) - Vitória (258) - GV San José (–) - Deportes Iquique (152) - Boston River (206) - Melgar (51) - Corinthians (18) |

## Fase preliminar
Se constituyó como primera fase y se disputó por eliminación directa a partido único, entre equipos de la misma federación.
| Llave       | Fecha      | Equipo local            | Resultado    | Equipo visitante     |
| ----------- | ---------- | ----------------------- | ------------ | -------------------- |
| Bolivia 1   | 4 de marzo | Universitario de Vinto  | 0:1          | Nacional Potosí      |
| Bolivia 2   | 5 de marzo | Aurora                  | 0:1          | GV San José          |
| Chile 1     | 4 de marzo | Universidad Católica    | 1:1 (4:5 p.) | Palestino            |
| Chile 2     | 5 de marzo | Unión Española          | 2:2 (2:1 p.) | Everton              |
| Colombia 1  | 6 de marzo | Junior                  | 2:2 (3:4 p.) | América de Cali      |
| Colombia 2  | 5 de marzo | Once Caldas             | 1:0          | Millonarios          |
| Ecuador 1   | 5 de marzo | Mushuc Runa             | 2:1          | Orense               |
| Ecuador 2   | 6 de marzo | Universidad Católica    | 0:0 (4:2 p.) | Aucas                |
| Paraguay 1  | 4 de marzo | Sportivo Luqueño        | 2:0          | Sportivo Ameliano    |
| Paraguay 2  | 6 de marzo | Guaraní                 | 2:0          | 2 de Mayo            |
| Perú 1      | 4 de marzo | ADT                     | 1:1 (5:6 p.) | Cienciano            |
| Perú 2      | 6 de marzo | Atlético Grau           | 0:0 (4:2 p.) | Cusco                |
| Uruguay 1   | 5 de marzo | Racing                  | 0:0 (4:2 p.) | Montevideo Wanderers |
| Uruguay 2   | 6 de marzo | Cerro Largo             | 2:2 (4:3 p.) | Danubio              |
| Venezuela 1 | 5 de marzo | Academia Puerto Cabello | 3:0          | Metropolitanos       |
| Venezuela 2 | 6 de marzo | Deportivo La Guaira     | 0:2          | Caracas              |

## Fase de grupos
Los participantes se distribuyeron en ocho grupos de cuatro equipos cada uno. Los cuatro perdedores de la fase 3 de la Copa Libertadores ingresaron en esta etapa. Los primeros de cada grupo pasan a los octavos de final, los segundos avanzan a la eliminatoria de octavos de final. Los criterios de clasificación son los siguientes:
1. Puntos obtenidos.
2. Diferencia de goles.
3. Mayor cantidad de goles marcados.
4. Mayor cantidad de goles marcados como visitante;
5. Ubicación en el ranking Conmebol.

|  | Equipos clasificados a los octavos de final.                |
|  | Equipos clasificados a la eliminatoria de octavos de final. |

### Grupo A
| Equipo          | Pts. | PJ | PG | PE | PP | GF | GC | DG |
| --------------- | ---- | -- | -- | -- | -- | -- | -- | -- |
| Independiente   | 12   | 6  | 4  | 0  | 2  | 16 | 6  | 10 |
| Guaraní         | 8    | 6  | 2  | 2  | 2  | 9  | 12 | –3 |
| Boston River    | 7    | 6  | 2  | 1  | 3  | 12 | 14 | –2 |
| Nacional Potosí | 7    | 6  | 2  | 1  | 3  | 8  | 13 | –5 |

| \| Fecha \| Lugar \| Local \| Resultado \| Visitante \| \| ----------- \| ---------- \| --------------- \| --------- \| --------------- \| \| 1 de abril \| Montevideo \| Boston River \| 3:3 \| Guaraní \| \| 1 de abril \| Potosí \| Nacional Potosí \| 2:0 \| Independiente \| \| 8 de abril \| Avellaneda \| Independiente \| 2:1 \| Boston River \| \| 10 de abril \| Asunción \| Guaraní \| 2:0 \| Nacional Potosí \| \| 22 de abril \| Asunción \| Guaraní \| 2:1 \| Independiente \| \| 22 de abril \| Montevideo \| Boston River \| 2:1 \| Nacional Potosí \| \| 6 de mayo \| Potosí \| Nacional Potosí \| 2:2 \| Guaraní \| \| 6 de mayo \| Montevideo \| Boston River \| 1:5 \| Independiente \| \| 13 de mayo \| Potosí \| Nacional Potosí \| 3:0 \| Boston River \| \| 15 de mayo \| Avellaneda \| Independiente \| 1:0 \| Guaraní \| \| 28 de mayo \| Avellaneda \| Independiente \| 7:0 \| Nacional Potosí \| \| 28 de mayo \| Asunción \| Guaraní \| 0:5 \| Boston River \| |            |                 |           |                 |
| Fecha | Lugar      | Local           | Resultado | Visitante       |
| 1 de abril | Montevideo | Boston River    | 3:3       | Guaraní         |
| 1 de abril | Potosí     | Nacional Potosí | 2:0       | Independiente   |
| 8 de abril | Avellaneda | Independiente   | 2:1       | Boston River    |
| 10 de abril | Asunción   | Guaraní         | 2:0       | Nacional Potosí |
| 22 de abril | Asunción   | Guaraní         | 2:1       | Independiente   |
| 22 de abril | Montevideo | Boston River    | 2:1       | Nacional Potosí |
| 6 de mayo | Potosí     | Nacional Potosí | 2:2       | Guaraní         |
| 6 de mayo | Montevideo | Boston River    | 1:5       | Independiente   |
| 13 de mayo | Potosí     | Nacional Potosí | 3:0       | Boston River    |
| 15 de mayo | Avellaneda | Independiente   | 1:0       | Guaraní         |
| 28 de mayo | Avellaneda | Independiente   | 7:0       | Nacional Potosí |
| 28 de mayo | Asunción   | Guaraní         | 0:5       | Boston River    |

### Grupo B
| Equipo               | Pts. | PJ | PG | PE | PP | GF | GC | DG |
| -------------------- | ---- | -- | -- | -- | -- | -- | -- | -- |
| Universidad Católica | 14   | 6  | 4  | 2  | 0  | 12 | 5  | 7  |
| Cerro Largo          | 7    | 6  | 2  | 1  | 3  | 5  | 8  | –3 |
| Vitória              | 6    | 6  | 1  | 3  | 2  | 3  | 4  | –1 |
| Defensa y Justicia   | 4    | 6  | 0  | 4  | 2  | 4  | 7  | –3 |

| \| Fecha \| Lugar \| Local \| Resultado \| Visitante \| \| ----------- \| ---------------- \| -------------------- \| --------- \| -------------------- \| \| 2 de abril \| Salvador \| Vitória \| 1:1 \| Universidad Católica \| \| 3 de abril \| Montevideo \| Cerro Largo \| 0:0 \| Defensa y Justicia \| \| 10 de abril \| Gobernador Costa \| Defensa y Justicia \| 0:0 \| Vitória \| \| 10 de abril \| Quito \| Universidad Católica \| 3:1 \| Cerro Largo \| \| 23 de abril \| Salvador \| Vitória \| 0:1 \| Cerro Largo \| \| 24 de abril \| Quito \| Universidad Católica \| 3:1 \| Defensa y Justicia \| \| 6 de mayo \| Salvador \| Vitória \| 1:1 \| Defensa y Justicia \| \| 7 de mayo \| Montevideo \| Cerro Largo \| 1:3 \| Universidad Católica \| \| 14 de mayo \| Gobernador Costa \| Defensa y Justicia \| 1:1 \| Universidad Católica \| \| 14 de mayo \| Montevideo \| Cerro Largo \| 0:1 \| Vitória \| \| 28 de mayo \| Gobernador Costa \| Defensa y Justicia \| 1:2 \| Cerro Largo \| \| 28 de mayo \| Quito \| Universidad Católica \| 1:0 \| Vitória \| |                  |                      |           |                      |
| Fecha | Lugar            | Local                | Resultado | Visitante            |
| 2 de abril | Salvador         | Vitória              | 1:1       | Universidad Católica |
| 3 de abril | Montevideo       | Cerro Largo          | 0:0       | Defensa y Justicia   |
| 10 de abril | Gobernador Costa | Defensa y Justicia   | 0:0       | Vitória              |
| 10 de abril | Quito            | Universidad Católica | 3:1       | Cerro Largo          |
| 23 de abril | Salvador         | Vitória              | 0:1       | Cerro Largo          |
| 24 de abril | Quito            | Universidad Católica | 3:1       | Defensa y Justicia   |
| 6 de mayo | Salvador         | Vitória              | 1:1       | Defensa y Justicia   |
| 7 de mayo | Montevideo       | Cerro Largo          | 1:3       | Universidad Católica |
| 14 de mayo | Gobernador Costa | Defensa y Justicia   | 1:1       | Universidad Católica |
| 14 de mayo | Montevideo       | Cerro Largo          | 0:1       | Vitória              |
| 28 de mayo | Gobernador Costa | Defensa y Justicia   | 1:2       | Cerro Largo          |
| 28 de mayo | Quito            | Universidad Católica | 1:0       | Vitória              |

### Grupo C
| Equipo          | Pts. | PJ | PG | PE | PP | GF | GC | DG  |
| --------------- | ---- | -- | -- | -- | -- | -- | -- | --- |
| Huracán         | 14   | 6  | 4  | 2  | 0  | 11 | 2  | 9   |
| América de Cali | 8    | 6  | 1  | 5  | 0  | 6  | 4  | 2   |
| Corinthians     | 8    | 6  | 2  | 2  | 2  | 5  | 5  | 0   |
| Racing          | 1    | 6  | 0  | 1  | 5  | 3  | 14 | –11 |

| \| Fecha \| Lugar \| Local \| Resultado \| Visitante \| \| ----------- \| ------------ \| --------------- \| --------- \| --------------- \| \| 2 de abril \| São Paulo \| Corinthians \| 1:2 \| Huracán \| \| 2 de abril \| Montevideo \| Racing \| 1:3 \| América de Cali \| \| 8 de abril \| Cali \| América de Cali \| 1:1 \| Corinthians \| \| 9 de abril \| Buenos Aires \| Huracán \| 5:0 \| Racing \| \| 23 de abril \| Buenos Aires \| Huracán \| 0:0 \| América de Cali \| \| 24 de abril \| São Paulo \| Corinthians \| 1:0 \| Racing \| \| 6 de mayo \| São Paulo \| Corinthians \| 1:1 \| América de Cali \| \| 8 de mayo \| Montevideo \| Racing \| 1:3 \| Huracán \| \| 14 de mayo \| Cali \| América de Cali \| 0:0 \| Huracán \| \| 15 de mayo \| Montevideo \| Racing \| 0:1 \| Corinthians \| \| 27 de mayo \| Cali \| América de Cali \| 1:1 \| Racing \| \| 27 de mayo \| Buenos Aires \| Huracán \| 1:0 \| Corinthians \| |              |                 |           |                 |
| Fecha | Lugar        | Local           | Resultado | Visitante       |
| 2 de abril | São Paulo    | Corinthians     | 1:2       | Huracán         |
| 2 de abril | Montevideo   | Racing          | 1:3       | América de Cali |
| 8 de abril | Cali         | América de Cali | 1:1       | Corinthians     |
| 9 de abril | Buenos Aires | Huracán         | 5:0       | Racing          |
| 23 de abril | Buenos Aires | Huracán         | 0:0       | América de Cali |
| 24 de abril | São Paulo    | Corinthians     | 1:0       | Racing          |
| 6 de mayo | São Paulo    | Corinthians     | 1:1       | América de Cali |
| 8 de mayo | Montevideo   | Racing          | 1:3       | Huracán         |
| 14 de mayo | Cali         | América de Cali | 0:0       | Huracán         |
| 15 de mayo | Montevideo   | Racing          | 0:1       | Corinthians     |
| 27 de mayo | Cali         | América de Cali | 1:1       | Racing          |
| 27 de mayo | Buenos Aires | Huracán         | 1:0       | Corinthians     |

### Grupo D
| Equipo           | Pts. | PJ | PG | PE | PP | GF | GC | DG |
| ---------------- | ---- | -- | -- | -- | -- | -- | -- | -- |
| Godoy Cruz       | 12   | 6  | 3  | 3  | 0  | 10 | 5  | 5  |
| Grêmio           | 12   | 6  | 3  | 3  | 0  | 8  | 4  | 4  |
| Atlético Grau    | 4    | 6  | 0  | 4  | 2  | 5  | 9  | –4 |
| Sportivo Luqueño | 2    | 6  | 0  | 2  | 4  | 4  | 9  | –5 |

| \| Fecha \| Lugar \| Local \| Resultado \| Visitante \| \| ----------- \| ------------ \| ---------------- \| --------- \| ---------------- \| \| 2 de abril \| Asunción \| Sportivo Luqueño \| 1:2 \| Grêmio \| \| 2 de abril \| Lima \| Atlético Grau \| 0:2 \| Godoy Cruz \| \| 8 de abril \| Porto Alegre \| Grêmio \| 2:0 \| Atlético Grau \| \| 8 de abril \| Mendoza \| Godoy Cruz \| 2:0 \| Sportivo Luqueño \| \| 23 de abril \| Lima \| Atlético Grau \| 2:2 \| Sportivo Luqueño \| \| 24 de abril \| Mendoza \| Godoy Cruz \| 2:2 \| Grêmio \| \| 6 de mayo \| Asunción \| Sportivo Luqueño \| 0:1 \| Godoy Cruz \| \| 7 de mayo \| Lima \| Atlético Grau \| 0:0 \| Grêmio \| \| 13 de mayo \| Porto Alegre \| Grêmio \| 0:0 \| Godoy Cruz \| \| 14 de mayo \| Asunción \| Sportivo Luqueño \| 1:1 \| Atlético Grau \| \| 29 de mayo \| Porto Alegre \| Grêmio \| 1:0 \| Sportivo Luqueño \| \| 29 de mayo \| Mendoza \| Godoy Cruz \| 2:2 \| Atlético Grau \| |              |                  |           |                  |
| Fecha | Lugar        | Local            | Resultado | Visitante        |
| 2 de abril | Asunción     | Sportivo Luqueño | 1:2       | Grêmio           |
| 2 de abril | Lima         | Atlético Grau    | 0:2       | Godoy Cruz       |
| 8 de abril | Porto Alegre | Grêmio           | 2:0       | Atlético Grau    |
| 8 de abril | Mendoza      | Godoy Cruz       | 2:0       | Sportivo Luqueño |
| 23 de abril | Lima         | Atlético Grau    | 2:2       | Sportivo Luqueño |
| 24 de abril | Mendoza      | Godoy Cruz       | 2:2       | Grêmio           |
| 6 de mayo | Asunción     | Sportivo Luqueño | 0:1       | Godoy Cruz       |
| 7 de mayo | Lima         | Atlético Grau    | 0:0       | Grêmio           |
| 13 de mayo | Porto Alegre | Grêmio           | 0:0       | Godoy Cruz       |
| 14 de mayo | Asunción     | Sportivo Luqueño | 1:1       | Atlético Grau    |
| 29 de mayo | Porto Alegre | Grêmio           | 1:0       | Sportivo Luqueño |
| 29 de mayo | Mendoza      | Godoy Cruz       | 2:2       | Atlético Grau    |

### Grupo E
| Equipo      | Pts. | PJ | PG | PE | PP | GF | GC | DG |
| ----------- | ---- | -- | -- | -- | -- | -- | -- | -- |
| Mushuc Runa | 16   | 6  | 5  | 1  | 0  | 12 | 4  | 8  |
| Palestino   | 9    | 6  | 3  | 0  | 3  | 9  | 9  | 0  |
| Cruzeiro    | 5    | 6  | 1  | 2  | 3  | 5  | 7  | –2 |
| Unión       | 4    | 6  | 1  | 1  | 4  | 2  | 8  | –6 |

| \| Fecha \| Lugar \| Local \| Resultado \| Visitante \| \| ----------- \| -------------- \| ----------- \| --------- \| ----------- \| \| 1 de abril \| Santa Fe \| Unión \| 1:0 \| Cruzeiro \| \| 3 de mayo \| Riobamba \| Mushuc Runa \| 3:2 \| Palestino \| \| 9 de abril \| Santiago \| Palestino \| 2:0 \| Unión \| \| 9 de abril \| Belo Horizonte \| Cruzeiro \| 1:2 \| Mushuc Runa \| \| 23 de abril \| Riobamba \| Mushuc Runa \| 3:0 \| Unión \| \| 24 de abril \| Coquimbo \| Palestino \| 2:1 \| Cruzeiro \| \| 7 de mayo \| Santa Fe \| Unión \| 1:2 \| Palestino \| \| 7 de mayo \| Riobamba \| Mushuc Runa \| 1:1 \| Cruzeiro \| \| 13 de mayo \| Santa Fe \| Unión \| 0:1 \| Mushuc Runa \| \| 14 de mayo \| Belo Horizonte \| Cruzeiro \| 2:1 \| Palestino \| \| 28 de mayo \| Belo Horizonte \| Cruzeiro \| 0:0 \| Unión \| \| 28 de mayo \| Santiago \| Palestino \| 0:2 \| Mushuc Runa \| |                |             |           |             |
| Fecha | Lugar          | Local       | Resultado | Visitante   |
| 1 de abril | Santa Fe       | Unión       | 1:0       | Cruzeiro    |
| 3 de mayo | Riobamba       | Mushuc Runa | 3:2       | Palestino   |
| 9 de abril | Santiago       | Palestino   | 2:0       | Unión       |
| 9 de abril | Belo Horizonte | Cruzeiro    | 1:2       | Mushuc Runa |
| 23 de abril | Riobamba       | Mushuc Runa | 3:0       | Unión       |
| 24 de abril | Coquimbo       | Palestino   | 2:1       | Cruzeiro    |
| 7 de mayo | Santa Fe       | Unión       | 1:2       | Palestino   |
| 7 de mayo | Riobamba       | Mushuc Runa | 1:1       | Cruzeiro    |
| 13 de mayo | Santa Fe       | Unión       | 0:1       | Mushuc Runa |
| 14 de mayo | Belo Horizonte | Cruzeiro    | 2:1       | Palestino   |
| 28 de mayo | Belo Horizonte | Cruzeiro    | 0:0       | Unión       |
| 28 de mayo | Santiago       | Palestino   | 0:2       | Mushuc Runa |

### Grupo F
| Equipo         | Pts. | PJ | PG | PE | PP | GF | GC | DG  |
| -------------- | ---- | -- | -- | -- | -- | -- | -- | --- |
| Fluminense     | 13   | 6  | 4  | 1  | 1  | 11 | 2  | 9   |
| Once Caldas    | 12   | 6  | 4  | 0  | 2  | 8  | 6  | 2   |
| Unión Española | 5    | 6  | 1  | 2  | 3  | 6  | 7  | –1  |
| GV San José    | 4    | 6  | 1  | 1  | 4  | 5  | 15 | –10 |

| \| Fecha \| Lugar \| Local \| Resultado \| Visitante \| \| ----------- \| -------------- \| -------------- \| --------- \| -------------- \| \| 1 de abril \| Manizales \| Once Caldas \| 0:1 \| Fluminense \| \| 3 de abril \| La Paz \| GV San José \| 1:1 \| Unión Española \| \| 9 de abril \| Viña del Mar \| Unión Española \| 0:2 \| Once Caldas \| \| 10 de abril \| Río de Janeiro \| Fluminense \| 5:0 \| GV San José \| \| 22 de abril \| La Paz \| GV San José \| 2:3 \| Once Caldas \| \| 23 de abril \| Santiago \| Unión Española \| 1:1 \| Fluminense \| \| 7 de mayo \| Manizales \| Once Caldas \| 1:0 \| Unión Española \| \| 8 de mayo \| La Paz \| GV San José \| 1:0 \| Fluminense \| \| 14 de mayo \| Río de Janeiro \| Fluminense \| 2:0 \| Unión Española \| \| 15 de mayo \| Manizales \| Once Caldas \| 2:1 \| GV San José \| \| 29 de mayo \| Río de Janeiro \| Fluminense \| 2:0 \| Once Caldas \| \| 29 de mayo \| Rancagua \| Unión Española \| 4:0 \| GV San José \| |                |                |           |                |
| Fecha | Lugar          | Local          | Resultado | Visitante      |
| 1 de abril | Manizales      | Once Caldas    | 0:1       | Fluminense     |
| 3 de abril | La Paz         | GV San José    | 1:1       | Unión Española |
| 9 de abril | Viña del Mar   | Unión Española | 0:2       | Once Caldas    |
| 10 de abril | Río de Janeiro | Fluminense     | 5:0       | GV San José    |
| 22 de abril | La Paz         | GV San José    | 2:3       | Once Caldas    |
| 23 de abril | Santiago       | Unión Española | 1:1       | Fluminense     |
| 7 de mayo | Manizales      | Once Caldas    | 1:0       | Unión Española |
| 8 de mayo | La Paz         | GV San José    | 1:0       | Fluminense     |
| 14 de mayo | Río de Janeiro | Fluminense     | 2:0       | Unión Española |
| 15 de mayo | Manizales      | Once Caldas    | 2:1       | GV San José    |
| 29 de mayo | Río de Janeiro | Fluminense     | 2:0       | Once Caldas    |
| 29 de mayo | Rancagua       | Unión Española | 4:0       | GV San José    |

### Grupo G
| Equipo                  | Pts. | PJ | PG | PE | PP | GF | GC | DG |
| ----------------------- | ---- | -- | -- | -- | -- | -- | -- | -- |
| Lanús                   | 12   | 6  | 3  | 3  | 0  | 9  | 4  | 5  |
| Vasco da Gama           | 8    | 6  | 2  | 2  | 2  | 8  | 8  | 0  |
| Melgar                  | 7    | 6  | 2  | 1  | 3  | 5  | 10 | –5 |
| Academia Puerto Cabello | 5    | 6  | 1  | 2  | 3  | 8  | 8  | 0  |

| \| Fecha \| Lugar \| Local \| Resultado \| Visitante \| \| ----------- \| -------------- \| ----------------------- \| --------- \| ----------------------- \| \| 2 de abril \| Arequipa \| Melgar \| 3:3 \| Vasco da Gama \| \| 3 de abril \| Valencia \| Academia Puerto Cabello \| 2:2 \| Lanús \| \| 8 de abril \| Río de Janeiro \| Vasco da Gama \| 1:0 \| Academia Puerto Cabello \| \| 9 de abril \| Lanús \| Lanús \| 3:0 \| Melgar \| \| 22 de abril \| Río de Janeiro \| Vasco da Gama \| 0:0 \| Lanús \| \| 22 de abril \| Arequipa \| Melgar \| 1:0 \| Academia Puerto Cabello \| \| 6 de mayo \| Arequipa \| Melgar \| 0:1 \| Lanús \| \| 7 de mayo \| Valencia \| Academia Puerto Cabello \| 4:1 \| Vasco da Gama \| \| 13 de mayo \| Lanús \| Lanús \| 1:0 \| Vasco da Gama \| \| 13 de mayo \| Valencia \| Academia Puerto Cabello \| 0:1 \| Melgar \| \| 27 de mayo \| Lanús \| Lanús \| 2:2 \| Academia Puerto Cabello \| \| 27 de mayo \| Río de Janeiro \| Vasco da Gama \| 3:0 \| Melgar \| |                |                         |           |                         |
| Fecha | Lugar          | Local                   | Resultado | Visitante               |
| 2 de abril | Arequipa       | Melgar                  | 3:3       | Vasco da Gama           |
| 3 de abril | Valencia       | Academia Puerto Cabello | 2:2       | Lanús                   |
| 8 de abril | Río de Janeiro | Vasco da Gama           | 1:0       | Academia Puerto Cabello |
| 9 de abril | Lanús          | Lanús                   | 3:0       | Melgar                  |
| 22 de abril | Río de Janeiro | Vasco da Gama           | 0:0       | Lanús                   |
| 22 de abril | Arequipa       | Melgar                  | 1:0       | Academia Puerto Cabello |
| 6 de mayo | Arequipa       | Melgar                  | 0:1       | Lanús                   |
| 7 de mayo | Valencia       | Academia Puerto Cabello | 4:1       | Vasco da Gama           |
| 13 de mayo | Lanús          | Lanús                   | 1:0       | Vasco da Gama           |
| 13 de mayo | Valencia       | Academia Puerto Cabello | 0:1       | Melgar                  |
| 27 de mayo | Lanús          | Lanús                   | 2:2       | Academia Puerto Cabello |
| 27 de mayo | Río de Janeiro | Vasco da Gama           | 3:0       | Melgar                  |

### Grupo H
| Equipo           | Pts. | PJ | PG | PE | PP | GF | GC | DG |
| ---------------- | ---- | -- | -- | -- | -- | -- | -- | -- |
| Cienciano        | 10   | 6  | 2  | 4  | 0  | 12 | 6  | 6  |
| Atlético Mineiro | 9    | 6  | 2  | 3  | 1  | 11 | 6  | 5  |
| Caracas          | 8    | 6  | 2  | 2  | 2  | 9  | 11 | –2 |
| Deportes Iquique | 4    | 6  | 1  | 1  | 4  | 7  | 16 | –9 |

| \| Fecha \| Lugar \| Local \| Resultado \| Visitante \| \| ----------- \| -------------- \| ---------------- \| --------- \| ---------------- \| \| 1 de abril \| Iquique \| Deportes Iquique \| 1:2 \| Caracas \| \| 1 de abril \| Cuzco \| Cienciano \| 0:0 \| Atlético Mineiro \| \| 8 de abril \| Caracas \| Caracas \| 2:2 \| Cienciano \| \| 10 de abril \| Belo Horizonte \| Atlético Mineiro \| 4:0 \| Deportes Iquique \| \| 23 de abril \| Caracas \| Caracas \| 1:1 \| Atlético Mineiro \| \| 24 de abril \| Iquique \| Deportes Iquique \| 2:2 \| Cienciano \| \| 8 de mayo \| Iquique \| Deportes Iquique \| 3:2 \| Atlético Mineiro \| \| 8 de mayo \| Cuzco \| Cienciano \| 3:1 \| Caracas \| \| 15 de mayo \| Belo Horizonte \| Atlético Mineiro \| 3:1 \| Caracas \| \| 15 de mayo \| Cuzco \| Cienciano \| 4:0 \| Deportes Iquique \| \| 29 de mayo \| Belo Horizonte \| Atlético Mineiro \| 1:1 \| Cienciano \| \| 29 de mayo \| Caracas \| Caracas \| 2:1 \| Deportes Iquique \| |                |                  |           |                  |
| Fecha | Lugar          | Local            | Resultado | Visitante        |
| 1 de abril | Iquique        | Deportes Iquique | 1:2       | Caracas          |
| 1 de abril | Cuzco          | Cienciano        | 0:0       | Atlético Mineiro |
| 8 de abril | Caracas        | Caracas          | 2:2       | Cienciano        |
| 10 de abril | Belo Horizonte | Atlético Mineiro | 4:0       | Deportes Iquique |
| 23 de abril | Caracas        | Caracas          | 1:1       | Atlético Mineiro |
| 24 de abril | Iquique        | Deportes Iquique | 2:2       | Cienciano        |
| 8 de mayo | Iquique        | Deportes Iquique | 3:2       | Atlético Mineiro |
| 8 de mayo | Cuzco          | Cienciano        | 3:1       | Caracas          |
| 15 de mayo | Belo Horizonte | Atlético Mineiro | 3:1       | Caracas          |
| 15 de mayo | Cuzco          | Cienciano        | 4:0       | Deportes Iquique |
| 29 de mayo | Belo Horizonte | Atlético Mineiro | 1:1       | Cienciano        |
| 29 de mayo | Caracas        | Caracas          | 2:1       | Deportes Iquique |

## Fases finales
Las fases finales estarán compuestas por cinco etapas: eliminatoria de octavos, octavos y cuartos de final, semifinales y final. Se disputarán por eliminación directa en partidos de ida y vuelta, excepto la final, que se jugará a partido único. Los ocho terceros de la Fase de grupos de la Copa Libertadores 2025 ingresarán en esta fase. 
Los equipos se numeran con el fin de establecer los enfrentamientos y las localías en los cruces a dos partidos, según su desempeño anterior, ocupando los primeros clasificados en la fase de grupos los ocho primeros lugares, los segundos de grupo los ocho siguientes y los transferidos de la Copa Libertadores los ocho últimos. Los de menor numeración serán locales en los partidos de vuelta.

### Tabla de primeros
| N.º | Equipo               | Pts. | PJ | PG | PE | PP | GF | GC | DG |
| --- | -------------------- | ---- | -- | -- | -- | -- | -- | -- | -- |
| 1   | Mushuc Runa          | 16   | 6  | 5  | 1  | 0  | 12 | 4  | 8  |
| 2   | Huracán              | 14   | 6  | 4  | 2  | 0  | 11 | 2  | 9  |
| 3   | Universidad Católica | 14   | 6  | 4  | 2  | 0  | 12 | 5  | 7  |
| 4   | Fluminense           | 13   | 6  | 4  | 1  | 1  | 11 | 2  | 9  |
| 5   | Independiente        | 12   | 6  | 4  | 0  | 2  | 16 | 6  | 10 |
| 6   | Godoy Cruz           | 12   | 6  | 3  | 3  | 0  | 10 | 5  | 5  |
| 7   | Lanús                | 12   | 6  | 3  | 3  | 0  | 9  | 4  | 5  |
| 8   | Cienciano            | 10   | 6  | 2  | 4  | 0  | 12 | 6  | 6  |

### Tabla de segundos
| N.º | Equipo           | Pts. | PJ | PG | PE | PP | GF | GC | DG |
| --- | ---------------- | ---- | -- | -- | -- | -- | -- | -- | -- |
| 9   | Grêmio           | 12   | 6  | 3  | 3  | 0  | 8  | 4  | 4  |
| 10  | Once Caldas      | 12   | 6  | 4  | 0  | 2  | 8  | 6  | 2  |
| 11  | Atlético Mineiro | 9    | 6  | 2  | 3  | 1  | 11 | 6  | 5  |
| 12  | Palestino        | 9    | 6  | 3  | 0  | 3  | 9  | 9  | 0  |
| 13  | América de Cali  | 8    | 6  | 1  | 5  | 0  | 6  | 4  | 2  |
| 14  | Vasco da Gama    | 8    | 6  | 2  | 2  | 2  | 8  | 8  | 0  |
| 15  | Guaraní          | 8    | 6  | 2  | 2  | 2  | 9  | 12 | –3 |
| 16  | Cerro Largo      | 7    | 6  | 2  | 1  | 3  | 5  | 8  | –3 |

### Tabla de terceros de la Copa Libertadores
| N.º | Equipo                  | Pts. | PJ | PG | PE | PP | GF | GC | DG  |
| --- | ----------------------- | ---- | -- | -- | -- | -- | -- | -- | --- |
| 17  | Central Córdoba (SdE)   | 11   | 6  | 3  | 2  | 1  | 7  | 7  | 0   |
| 18  | Universidad de Chile    | 10   | 6  | 3  | 1  | 2  | 8  | 6  | 2   |
| 19  | Independiente del Valle | 8    | 6  | 2  | 2  | 2  | 8  | 11 | –3  |
| 20  | Bahia                   | 7    | 6  | 2  | 1  | 3  | 5  | 7  | –2  |
| 21  | Bolívar                 | 6    | 6  | 2  | 0  | 4  | 12 | 11 | 1   |
| 22  | Atlético Bucaramanga    | 6    | 6  | 1  | 3  | 2  | 6  | 10 | –4  |
| 23  | San Antonio Bulo Bulo   | 6    | 6  | 2  | 0  | 4  | 5  | 15 | –10 |
| 24  | Alianza Lima            | 5    | 6  | 1  | 2  | 3  | 7  | 11 | –4  |

### Cuadro de desarrollo
|  | Eliminatoria de octavos de final | Eliminatoria de octavos de final | Eliminatoria de octavos de final | Eliminatoria de octavos de final | Eliminatoria de octavos de final |       |       | Octavos de final   | Octavos de final   | Octavos de final   | Octavos de final   | Octavos de final   |  |    | Cuartos de final       | Cuartos de final       | Cuartos de final       | Cuartos de final       | Cuartos de final       |  |  | Semifinales         | Semifinales         | Semifinales         | Semifinales         | Semifinales         |  |  | Final           | Final           | Final           |  |
|  | 17 al 24 de julio                | 17 al 24 de julio                | 17 al 24 de julio                | 17 al 24 de julio                | 17 al 24 de julio                |       |       | 12 al 21 de agosto | 12 al 21 de agosto | 12 al 21 de agosto | 12 al 21 de agosto | 12 al 21 de agosto |  |    | 16 al 23 de septiembre | 16 al 23 de septiembre | 16 al 23 de septiembre | 16 al 23 de septiembre | 16 al 23 de septiembre |  |  | 21 al 28 de octubre | 21 al 28 de octubre | 21 al 28 de octubre | 21 al 28 de octubre | 21 al 28 de octubre |  |  | 22 de noviembre | 22 de noviembre | 22 de noviembre |  |
|  |                                  |                                  |                                  |                                  |                                  |       |       |                    |                    |                    |                    |                    |  |    |                        |                        |                        |                        |                        |  |  |                     |                     |                     |                     |                     |  |  |                 |                 |                 |  |
|  |                                  |                                  |                                  |                                  |                                  |       |       |                    |                    |                    |                    |                    |  |    |                        |                        |                        |                        |                        |  |  |                     |                     |                     |                     |                     |  |  |                 |                 |                 |  |
|  |                                  |                                  |                                  |                                  |                                  |       |       |                    |                    |                    |                    |                    |  |    |                        |                        |                        |                        |                        |  |  |                     |                     |                     |                     |                     |  |  |                 |                 |                 |  |
|  |                                  |                                  |                                  |                                  |                                  |       |       |                    |                    |                    |                    |                    |  |    |                        |                        |                        |                        |                        |  |  |                     |                     |                     |                     |                     |  |  |                 |                 |                 |  |
|  |                                  |                                  |                                  |                                  |                                  |       |       |                    |                    |                    |                    |                    |  |    |                        |                        |                        |                        |                        |  |  |                     |                     |                     |                     |                     |  |  |                 |                 |                 |  |
|  |                                  | 3                                | Universidad Católica             | 0                                |                                  |       |       |                    |                    |                    |                    |                    |  |    |                        |                        |                        |                        |                        |  |  |                     |                     |                     |                     |                     |  |  |                 |                 |                 |  |
|  |                                  |                                  |                                  |                                  |                                  |       |       |                    |                    |                    |                    |                    |  |    |                        |                        |                        |                        |                        |  |  |                     |                     |                     |                     |                     |  |  |                 |                 |                 |  |
|  |                                  |                                  | 24                               | Alianza Lima                     | 2                                |       |       |                    |                    |                    |                    |                    |  |    |                        |                        |                        |                        |                        |  |  |                     |                     |                     |                     |                     |  |  |                 |                 |                 |  |
|  | 9                                | Grêmio                           | 24                               | Alianza Lima                     | 2                                | 0     | 1     | 1                  |                    |                    |                    |                    |  |    |                        |                        |                        |                        |                        |  |  |                     |                     |                     |                     |                     |  |  |                 |                 |                 |  |
|  | 9                                | Grêmio                           |                                  |                                  |                                  |       |       |                    |                    |                    |                    |                    |  |    |                        |                        |                        |                        |                        |  |  |                     |                     |                     |                     |                     |  |  |                 |                 |                 |  |
|  | 24                               | Alianza Lima                     | 2                                | 1                                | 3                                |       |       |                    |                    |                    |                    |                    |  |    |                        |                        |                        |                        |                        |  |  |                     |                     |                     |                     |                     |  |  |                 |                 |                 |  |
|  | 24                               | Alianza Lima                     | 2                                | 1                                | 3                                |       |       |                    |                    |                    |                    |                    |  |    |                        |                        |                        |                        |                        |  |  |                     |                     |                     |                     |                     |  |  |                 |                 |                 |  |
|  |                                  |                                  |                                  |                                  |                                  |       |       |                    |                    |                    |                    |                    |  |    |                        |                        |                        |                        |                        |  |  |                     |                     |                     |                     |                     |  |  |                 |                 |                 |  |
|  |                                  |                                  |                                  |                                  |                                  |       |       |                    |                    |                    |                    |                    |  |    |                        |                        |                        |                        |                        |  |  |                     |                     |                     |                     |                     |  |  |                 |                 |                 |  |
|  |                                  |                                  |                                  |                                  |                                  |       |       |                    |                    |                    |                    |                    |  |    |                        |                        |                        |                        |                        |  |  |                     |                     |                     |                     |                     |  |  |                 |                 |                 |  |
|  |                                  |                                  |                                  |                                  |                                  |       |       |                    |                    |                    |                    |                    |  |    |                        |                        |                        |                        |                        |  |  |                     |                     |                     |                     |                     |  |  |                 |                 |                 |  |
|  |                                  |                                  |                                  |                                  |                                  |       |       |                    |                    |                    |                    |                    |  |    |                        |                        |                        |                        |                        |  |  |                     |                     |                     |                     |                     |  |  |                 |                 |                 |  |
|  |                                  | 5                                | Independiente                    | 0                                |                                  |       |       |                    |                    |                    |                    |                    |  |    |                        |                        |                        |                        |                        |  |  |                     |                     |                     |                     |                     |  |  |                 |                 |                 |  |
|  |                                  |                                  |                                  |                                  |                                  |       |       |                    |                    |                    |                    |                    |  |    |                        |                        |                        |                        |                        |  |  |                     |                     |                     |                     |                     |  |  |                 |                 |                 |  |
|  |                                  |                                  | 18                               | Universidad de Chile             | 1                                |       |       |                    |                    |                    |                    |                    |  |    |                        |                        |                        |                        |                        |  |  |                     |                     |                     |                     |                     |  |  |                 |                 |                 |  |
|  | 15                               | Guaraní                          | 18                               | Universidad de Chile             | 1                                | 0     | 2     | 2                  |                    |                    |                    |                    |  |    |                        |                        |                        |                        |                        |  |  |                     |                     |                     |                     |                     |  |  |                 |                 |                 |  |
|  | 15                               | Guaraní                          |                                  |                                  |                                  |       |       |                    |                    |                    |                    |                    |  |    |                        |                        |                        |                        |                        |  |  |                     |                     |                     |                     |                     |  |  |                 |                 |                 |  |
|  | 18                               | Universidad de Chile             | 5                                | 1                                | 6                                |       |       |                    |                    |                    |                    |                    |  |    |                        |                        |                        |                        |                        |  |  |                     |                     |                     |                     |                     |  |  |                 |                 |                 |  |
|  | 18                               | Universidad de Chile             | 5                                | 1                                | 6                                |       |       |                    |                    |                    |                    |                    |  |    |                        |                        |                        |                        |                        |  |  |                     |                     |                     |                     |                     |  |  |                 |                 |                 |  |
|  |                                  |                                  |                                  |                                  |                                  |       |       |                    |                    |                    |                    |                    |  |    |                        |                        |                        |                        |                        |  |  |                     |                     |                     |                     |                     |  |  |                 |                 |                 |  |
|  |                                  |                                  |                                  |                                  |                                  |       |       |                    |                    |                    |                    |                    |  |    |                        |                        |                        |                        |                        |  |  |                     |                     |                     |                     |                     |  |  |                 |                 |                 |  |
|  |                                  |                                  |                                  |                                  |                                  |       |       |                    |                    |                    |                    |                    |  |    |                        |                        |                        |                        |                        |  |  |                     |                     |                     |                     |                     |  |  |                 |                 |                 |  |
|  |                                  |                                  |                                  |                                  |                                  |       |       |                    |                    |                    |                    |                    |  |    |                        |                        |                        |                        |                        |  |  |                     |                     |                     |                     |                     |  |  |                 |                 |                 |  |
|  |                                  |                                  |                                  |                                  |                                  |       |       |                    |                    |                    |                    |                    |  |    |                        |                        |                        |                        |                        |  |  |                     |                     |                     |                     |                     |  |  |                 |                 |                 |  |
|  |                                  | 4                                | Fluminense                       | 2                                | 2                                | 4     |       |                    |                    |                    |                    |                    |  |    |                        |                        |                        |                        |                        |  |  |                     |                     |                     |                     |                     |  |  |                 |                 |                 |  |
|  |                                  |                                  |                                  |                                  |                                  | 4     |       |                    |                    |                    |                    |                    |  |    |                        |                        |                        |                        |                        |  |  |                     |                     |                     |                     |                     |  |  |                 |                 |                 |  |
|  |                                  |                                  | 13                               | América de Cali                  | 1                                | 0     | 1     |                    |                    |                    |                    |                    |  |    |                        |                        |                        |                        |                        |  |  |                     |                     |                     |                     |                     |  |  |                 |                 |                 |  |
|  | 13                               | América de Cali                  | 13                               | América de Cali                  | 1                                | 0     | 1     | 0                  | 2                  | 2                  |                    |                    |  |    |                        |                        |                        |                        |                        |  |  |                     |                     |                     |                     |                     |  |  |                 |                 |                 |  |
|  | 13                               | América de Cali                  |                                  |                                  |                                  |       |       |                    |                    | 2                  |                    |                    |  |    |                        |                        |                        |                        |                        |  |  |                     |                     |                     |                     |                     |  |  |                 |                 |                 |  |
|  | 20                               | Bahia                            | 0                                | 0                                | 0                                |       |       |                    |                    |                    |                    |                    |  |    |                        |                        |                        |                        |                        |  |  |                     |                     |                     |                     |                     |  |  |                 |                 |                 |  |
|  | 20                               | Bahia                            | 0                                | 0                                | 0                                |       |       |                    |                    |                    |                    |                    |  | 4  | Fluminense             |                        |                        |                        |                        |  |  |                     |                     |                     |                     |                     |  |  |                 |                 |                 |  |
|  |                                  |                                  |                                  |                                  |                                  |       |       |                    |                    |                    |                    |                    |  | 4  | Fluminense             |                        |                        |                        |                        |  |  |                     |                     |                     |                     |                     |  |  |                 |                 |                 |  |
|  |                                  |                                  |                                  |                                  |                                  |       |       |                    |                    |                    |                    |                    |  |    |                        |                        |                        |                        |                        |  |  |                     |                     |                     |                     |                     |  |  |                 |                 |                 |  |
|  |                                  |                                  |                                  |                                  |                                  |       |       |                    |                    |                    |                    |                    |  |    |                        |                        |                        |                        |                        |  |  |                     |                     |                     |                     |                     |  |  |                 |                 |                 |  |
|  |                                  |                                  |                                  |                                  |                                  |       |       |                    |                    |                    |                    |                    |  |    |                        |                        |                        |                        |                        |  |  |                     |                     |                     |                     |                     |  |  |                 |                 |                 |  |
|  |                                  |                                  |                                  |                                  |                                  |       |       |                    |                    |                    |                    |                    |  |    |                        |                        |                        |                        |                        |  |  |                     |                     |                     |                     |                     |  |  |                 |                 |                 |  |
|  |                                  | 7                                | Lanús                            | 0                                |                                  |       |       |                    |                    |                    |                    |                    |  |    |                        |                        |                        |                        |                        |  |  |                     |                     |                     |                     |                     |  |  |                 |                 |                 |  |
|  |                                  |                                  |                                  |                                  |                                  |       |       |                    |                    |                    |                    |                    |  |    |                        |                        |                        |                        |                        |  |  |                     |                     |                     |                     |                     |  |  |                 |                 |                 |  |
|  |                                  |                                  | 17                               | Central Córdoba (SdE)            | 1                                |       |       |                    |                    |                    |                    |                    |  |    |                        |                        |                        |                        |                        |  |  |                     |                     |                     |                     |                     |  |  |                 |                 |                 |  |
|  | 16                               | Cerro Largo                      | 17                               | Central Córdoba (SdE)            | 1                                | 0     | 0     | 0                  |                    |                    |                    |                    |  |    |                        |                        |                        |                        |                        |  |  |                     |                     |                     |                     |                     |  |  |                 |                 |                 |  |
|  | 16                               | Cerro Largo                      |                                  |                                  |                                  |       |       |                    |                    |                    |                    |                    |  |    |                        |                        |                        |                        |                        |  |  |                     |                     |                     |                     |                     |  |  |                 |                 |                 |  |
|  | 17                               | Central Córdoba (SdE)            | 0                                | 3                                | 3                                |       |       |                    |                    |                    |                    |                    |  |    |                        |                        |                        |                        |                        |  |  |                     |                     |                     |                     |                     |  |  |                 |                 |                 |  |
|  | 17                               | Central Córdoba (SdE)            | 0                                | 3                                | 3                                |       |       |                    |                    |                    |                    |                    |  |    |                        |                        |                        |                        |                        |  |  |                     |                     |                     |                     |                     |  |  |                 |                 |                 |  |
|  |                                  |                                  |                                  |                                  |                                  |       |       |                    |                    |                    |                    |                    |  |    |                        |                        |                        |                        |                        |  |  |                     |                     |                     |                     |                     |  |  |                 |                 |                 |  |
|  |                                  |                                  |                                  |                                  |                                  |       |       |                    |                    |                    |                    |                    |  |    |                        |                        |                        |                        |                        |  |  |                     |                     |                     |                     |                     |  |  |                 |                 |                 |  |
|  |                                  |                                  |                                  |                                  |                                  |       |       |                    |                    |                    |                    |                    |  |    |                        |                        |                        |                        |                        |  |  |                     |                     |                     |                     |                     |  |  |                 |                 |                 |  |
|  |                                  |                                  |                                  |                                  |                                  |       |       |                    |                    |                    |                    |                    |  |    |                        |                        |                        |                        |                        |  |  |                     |                     |                     |                     |                     |  |  |                 |                 |                 |  |
|  |                                  |                                  |                                  |                                  |                                  |       |       |                    |                    |                    |                    |                    |  |    |                        |                        |                        |                        |                        |  |  |                     |                     |                     |                     |                     |  |  |                 |                 |                 |  |
|  |                                  | 8                                | Cienciano                        | 0                                | 0                                | 0     |       |                    |                    |                    |                    |                    |  |    |                        |                        |                        |                        |                        |  |  |                     |                     |                     |                     |                     |  |  |                 |                 |                 |  |
|  |                                  |                                  |                                  |                                  |                                  | 0     |       |                    |                    |                    |                    |                    |  |    |                        |                        |                        |                        |                        |  |  |                     |                     |                     |                     |                     |  |  |                 |                 |                 |  |
|  |                                  |                                  | 21                               | Bolívar                          | 2                                | 2     | 4     |                    |                    |                    |                    |                    |  |    |                        |                        |                        |                        |                        |  |  |                     |                     |                     |                     |                     |  |  |                 |                 |                 |  |
|  | 12                               | Palestino                        | 21                               | Bolívar                          | 2                                | 2     | 4     | 0                  | 0                  | 0                  |                    |                    |  |    |                        |                        |                        |                        |                        |  |  |                     |                     |                     |                     |                     |  |  |                 |                 |                 |  |
|  | 12                               | Palestino                        |                                  |                                  |                                  |       |       |                    |                    | 0                  |                    |                    |  |    |                        |                        |                        |                        |                        |  |  |                     |                     |                     |                     |                     |  |  |                 |                 |                 |  |
|  | 21                               | Bolívar                          | 3                                | 3                                | 6                                |       |       |                    |                    |                    |                    |                    |  |    |                        |                        |                        |                        |                        |  |  |                     |                     |                     |                     |                     |  |  |                 |                 |                 |  |
|  | 21                               | Bolívar                          | 3                                | 3                                | 6                                |       |       |                    |                    |                    |                    |                    |  | 21 | Bolívar                |                        |                        |                        |                        |  |  |                     |                     |                     |                     |                     |  |  |                 |                 |                 |  |
|  |                                  |                                  |                                  |                                  |                                  |       |       |                    |                    |                    |                    |                    |  | 21 | Bolívar                |                        |                        |                        |                        |  |  |                     |                     |                     |                     |                     |  |  |                 |                 |                 |  |
|  |                                  |                                  |                                  |                                  |                                  |       |       |                    |                    |                    |                    |                    |  |    |                        |                        |                        |                        |                        |  |  |                     |                     |                     |                     |                     |  |  |                 |                 |                 |  |
|  |                                  |                                  |                                  |                                  |                                  |       |       |                    |                    |                    |                    |                    |  |    |                        |                        |                        |                        |                        |  |  |                     |                     |                     |                     |                     |  |  |                 |                 |                 |  |
|  |                                  |                                  |                                  |                                  |                                  |       |       |                    |                    |                    |                    |                    |  |    |                        |                        |                        |                        |                        |  |  |                     |                     |                     |                     |                     |  |  |                 |                 |                 |  |
|  |                                  |                                  |                                  |                                  |                                  |       |       |                    |                    |                    |                    |                    |  |    |                        |                        |                        |                        |                        |  |  |                     |                     |                     |                     |                     |  |  |                 |                 |                 |  |
|  |                                  | 6                                | Godoy Cruz                       | 1                                |                                  |       |       |                    |                    |                    |                    |                    |  |    |                        |                        |                        |                        |                        |  |  |                     |                     |                     |                     |                     |  |  |                 |                 |                 |  |
|  |                                  |                                  |                                  |                                  |                                  |       |       |                    |                    |                    |                    |                    |  |    |                        |                        |                        |                        |                        |  |  |                     |                     |                     |                     |                     |  |  |                 |                 |                 |  |
|  |                                  |                                  | 11                               | Atlético Mineiro                 | 2                                |       |       |                    |                    |                    |                    |                    |  |    |                        |                        |                        |                        |                        |  |  |                     |                     |                     |                     |                     |  |  |                 |                 |                 |  |
|  | 11                               | Atlético Mineiro                 | 11                               | Atlético Mineiro                 | 2                                | 1     | 0     | 1 (3)              |                    |                    |                    |                    |  |    |                        |                        |                        |                        |                        |  |  |                     |                     |                     |                     |                     |  |  |                 |                 |                 |  |
|  | 11                               | Atlético Mineiro                 |                                  |                                  |                                  |       |       |                    |                    |                    |                    |                    |  |    |                        |                        |                        |                        |                        |  |  |                     |                     |                     |                     |                     |  |  |                 |                 |                 |  |
|  | 22                               | Atlético Bucaramanga             | 0                                | 1                                | 1 (1)                            |       |       |                    |                    |                    |                    |                    |  |    |                        |                        |                        |                        |                        |  |  |                     |                     |                     |                     |                     |  |  |                 |                 |                 |  |
|  | 22                               | Atlético Bucaramanga             | 0                                | 1                                | 1 (1)                            |       |       |                    |                    |                    |                    |                    |  |    |                        |                        |                        |                        |                        |  |  |                     |                     |                     |                     |                     |  |  |                 |                 |                 |  |
|  |                                  |                                  |                                  |                                  |                                  |       |       |                    |                    |                    |                    |                    |  |    |                        |                        |                        |                        |                        |  |  |                     |                     |                     |                     |                     |  |  |                 |                 |                 |  |
|  |                                  |                                  |                                  |                                  |                                  |       |       |                    |                    |                    |                    |                    |  |    |                        |                        |                        |                        |                        |  |  |                     |                     |                     |                     |                     |  |  |                 |                 |                 |  |
|  |                                  |                                  |                                  |                                  |                                  |       |       |                    |                    |                    |                    |                    |  |    |                        |                        |                        |                        |                        |  |  |                     |                     |                     |                     |                     |  |  |                 |                 |                 |  |
|  |                                  |                                  |                                  |                                  |                                  |       |       |                    |                    |                    |                    |                    |  |    |                        |                        |                        |                        |                        |  |  |                     |                     |                     |                     |                     |  |  |                 |                 |                 |  |
|  |                                  |                                  |                                  |                                  |                                  |       |       |                    |                    |                    |                    |                    |  |    |                        |                        |                        |                        |                        |  |  |                     |                     |                     |                     |                     |  |  |                 |                 |                 |  |
|  |                                  | 2                                | Huracán                          | 0                                | 1                                | 1     |       |                    |                    |                    |                    |                    |  |    |                        |                        |                        |                        |                        |  |  |                     |                     |                     |                     |                     |  |  |                 |                 |                 |  |
|  |                                  |                                  |                                  |                                  |                                  | 1     |       |                    |                    |                    |                    |                    |  |    |                        |                        |                        |                        |                        |  |  |                     |                     |                     |                     |                     |  |  |                 |                 |                 |  |
|  |                                  |                                  | 10                               | Once Caldas                      | 1                                | 3     | 4     |                    |                    |                    |                    |                    |  |    |                        |                        |                        |                        |                        |  |  |                     |                     |                     |                     |                     |  |  |                 |                 |                 |  |
|  | 10                               | Once Caldas                      | 10                               | Once Caldas                      | 1                                | 3     | 4     | 3                  | 4                  | 7                  |                    |                    |  |    |                        |                        |                        |                        |                        |  |  |                     |                     |                     |                     |                     |  |  |                 |                 |                 |  |
|  | 10                               | Once Caldas                      |                                  |                                  |                                  |       |       |                    |                    | 7                  |                    |                    |  |    |                        |                        |                        |                        |                        |  |  |                     |                     |                     |                     |                     |  |  |                 |                 |                 |  |
|  | 23                               | San Antonio Bulo Bulo            | 0                                | 0                                | 0                                |       |       |                    |                    |                    |                    |                    |  |    |                        |                        |                        |                        |                        |  |  |                     |                     |                     |                     |                     |  |  |                 |                 |                 |  |
|  | 23                               | San Antonio Bulo Bulo            | 0                                | 0                                | 0                                |       |       |                    |                    |                    |                    |                    |  | 10 | Once Caldas            |                        |                        |                        |                        |  |  |                     |                     |                     |                     |                     |  |  |                 |                 |                 |  |
|  |                                  |                                  |                                  |                                  |                                  |       |       |                    |                    |                    |                    |                    |  | 10 | Once Caldas            |                        |                        |                        |                        |  |  |                     |                     |                     |                     |                     |  |  |                 |                 |                 |  |
|  |                                  |                                  | 19                               | Independiente del Valle          |                                  |       |       |                    |                    |                    |                    |                    |  |    |                        |                        |                        |                        |                        |  |  |                     |                     |                     |                     |                     |  |  |                 |                 |                 |  |
|  |                                  |                                  | 19                               | Independiente del Valle          |                                  |       |       |                    |                    |                    |                    |                    |  |    |                        |                        |                        |                        |                        |  |  |                     |                     |                     |                     |                     |  |  |                 |                 |                 |  |
|  |                                  |                                  |                                  |                                  |                                  |       |       |                    |                    |                    |                    |                    |  |    |                        |                        |                        |                        |                        |  |  |                     |                     |                     |                     |                     |  |  |                 |                 |                 |  |
|  |                                  |                                  |                                  |                                  |                                  |       |       |                    |                    |                    |                    |                    |  |    |                        |                        |                        |                        |                        |  |  |                     |                     |                     |                     |                     |  |  |                 |                 |                 |  |
|  |                                  | 1                                | Mushuc Runa                      | 0                                | 2                                | 2 (2) |       |                    |                    |                    |                    |                    |  |    |                        |                        |                        |                        |                        |  |  |                     |                     |                     |                     |                     |  |  |                 |                 |                 |  |
|  |                                  |                                  |                                  |                                  |                                  | 2 (2) |       |                    |                    |                    |                    |                    |  |    |                        |                        |                        |                        |                        |  |  |                     |                     |                     |                     |                     |  |  |                 |                 |                 |  |
|  |                                  |                                  | 19                               | Independiente del Valle          | 1                                | 1     | 2 (4) |                    |                    |                    |                    |                    |  |    |                        |                        |                        |                        |                        |  |  |                     |                     |                     |                     |                     |  |  |                 |                 |                 |  |
|  | 14                               | Vasco da Gama                    | 19                               | Independiente del Valle          | 1                                | 1     | 2 (4) | 0                  | 1                  | 1                  |                    |                    |  |    |                        |                        |                        |                        |                        |  |  |                     |                     |                     |                     |                     |  |  |                 |                 |                 |  |
|  | 14                               | Vasco da Gama                    |                                  |                                  |                                  |       |       |                    |                    | 1                  |                    |                    |  |    |                        |                        |                        |                        |                        |  |  |                     |                     |                     |                     |                     |  |  |                 |                 |                 |  |
|  | 19                               | Independiente del Valle          | 4                                | 1                                | 5                                |       |       |                    |                    |                    |                    |                    |  |    |                        |                        |                        |                        |                        |  |  |                     |                     |                     |                     |                     |  |  |                 |                 |                 |  |
|  | 19                               | Independiente del Valle          | 4                                | 1                                | 5                                |       |       |                    |                    |                    |                    |                    |  |    |                        |                        |                        |                        |                        |  |  |                     |                     |                     |                     |                     |  |  |                 |                 |                 |  |
|  |                                  |                                  |                                  |                                  |                                  |       |       |                    |                    |                    |                    |                    |  |    |                        |                        |                        |                        |                        |  |  |                     |                     |                     |                     |                     |  |  |                 |                 |                 |  |

### Eliminatoria de octavos de final
| 16 de julio, 19:30 (UTC-5) | Alianza Lima                  | 2:0 (0:0) | Grêmio | Estadio Alejandro Villanueva, Lima              |                                                 |
|                            | Gentile 58' · E. Castillo 61' | Reporte   |        | Árbitro(s): Wilmar Roldán VAR: Leonard Mosquera | Árbitro(s): Wilmar Roldán VAR: Leonard Mosquera |

| 23 de julio, 21:30 (UTC-3) | Grêmio              | 1:1 (0:0) | Alianza Lima | Arena do Grêmio, Porto Alegre               |                                             |
|                            | Gustavo Martins 56' | Reporte   | Barcos 90+6' | Árbitro(s): Darío Herrera VAR: Jorge Baliño | Árbitro(s): Darío Herrera VAR: Jorge Baliño |

| 16 de julio, 20:30 (UTC-4) | San Antonio Bulo Bulo | 0:3 (0:0) | Once Caldas                         | Estadio Félix Capriles, Cochabamba          |                                             |
|                            |                       | Reporte   | Zapata 50' · Moreno 85' · Gómez 88' | Árbitro(s): Augusto Aragón VAR: Carlos Orbe | Árbitro(s): Augusto Aragón VAR: Carlos Orbe |

| 23 de julio, 19:30 (UTC-5) | Once Caldas                                          | 4:0 (2:0) | San Antonio Bulo Bulo | Estadio Palogrande, Manizales                |                                              |
|                            | Barrios 7' · Zuleta 11' · Gómez 85' · Quiñones 90+1' | Reporte   |                       | Árbitro(s): Felipe González VAR: José Cabero | Árbitro(s): Felipe González VAR: José Cabero |

| 17 de julio, 19:30 (UTC-5) | Atlético Bucaramanga | 0:1 (0:0) | Atlético Mineiro | Estadio Américo Montanini, Bucaramanga        |                                               |
|                            |                      | Reporte   | Hulk 68' (pen.)  | Árbitro(s): Alexis Herrera VAR: Ángel Arteaga | Árbitro(s): Alexis Herrera VAR: Ángel Arteaga |

| 24 de julio, 21:30 (UTC-3) | Atlético Mineiro                                           | 0:1 (0:1) (3:1 p.)         | Atlético Bucaramanga           | Arena MRV, Belo Horizonte                            |                                                      |
|                            |                                                            | Reporte                    | Mena 45'                       | Árbitro(s): Esteban Ostojich VAR: Cristhian Ferreyra | Árbitro(s): Esteban Ostojich VAR: Cristhian Ferreyra |
|                            |                                                            | Tiros desde el punto penal |                                |                                                      |                                                      |
|                            | Hulk · Gustavo Scarpa · Bernard · Gabriel Menino · Éverson |                            | Chávez · Henao · Mena · Zárate |                                                      |                                                      |

| 16 de julio, 18:00 (UTC-4) | Bolívar                                                        | 3:0 (1:0) | Palestino | Estadio Hernando Siles, La Paz                  |                                                 |
|                            | Robson Matheus 58' · Cauteruccio 90+10' (pen.) · Melgar 90+13' | Reporte   |           | Árbitro(s): Flavio de Souza VAR: Rodolpho Toski | Árbitro(s): Flavio de Souza VAR: Rodolpho Toski |

| 23 de julio, 18:00 (UTC-4) | Palestino | 0:3 (0:2) | Bolívar                                        | Estadio Nacional, Santiago                   |                                              |
|                            |           | Reporte   | Cataño 24' · Jo. Sagredo 28' · Cauteruccio 66' | Árbitro(s): Derlis López VAR: Ulises Mereles | Árbitro(s): Derlis López VAR: Ulises Mereles |

| 15 de julio, 21:30 (UTC-3) | Bahia | 0:0     | América de Cali | Arena Fonte Nova, Salvador                   |                                              |
|                            |       | Reporte |                 | Árbitro(s): Andrés Matonte VAR: Andrés Cunha | Árbitro(s): Andrés Matonte VAR: Andrés Cunha |

| 22 de julio, 19:30 (UTC-5) | América de Cali            | 2:0 (1:0) | Bahia | Estadio Pascual Guerrero, Cali                 |                                                |
|                            | Murillo 28' · Garcés 90+6' | Reporte   |       | Árbitro(s): Nicolás Ramírez VAR: Silvio Trucco | Árbitro(s): Nicolás Ramírez VAR: Silvio Trucco |

| 15 de julio, 19:30 (UTC-5) | Independiente del Valle                           | 4:0 (1:0) | Vasco da Gama | Estadio Olímpico Atahualpa, Quito          |                                            |
|                            | Carabajal 45+3' · Mercado 49', 82' · Spinelli 51' | Reporte   |               | Árbitro(s): Kevin Ortega VAR: Joel Alarcón | Árbitro(s): Kevin Ortega VAR: Joel Alarcón |

| 22 de julio, 21:30 (UTC-3) | Vasco da Gama | 1:1 (0:1) | Independiente del Valle | Estadio São Januário, Río de Janeiro        |                                             |
|                            | Vegetti 66'   | Reporte   | Spinelli 37'            | Árbitro(s): Andrés Rojas VAR: Heider Castro | Árbitro(s): Andrés Rojas VAR: Heider Castro |

| 17 de julio, 18:00 (UTC-4) | Universidad de Chile                                                            | 5:0 (1:0) | Guaraní | Estadio Nacional, Santiago                         |                                                    |
|                            | Aránguiz 22' (pen.) · Altamirano 57' · Assadi 60' · Hormazábal 65' · Guerra 87' | Reporte   |         | Árbitro(s): Leandro Rey Hilfer VAR: Germán Delfino | Árbitro(s): Leandro Rey Hilfer VAR: Germán Delfino |

| 24 de julio, 19:00 (UTC-3) | Guaraní          | 2:1 (0:1) | Universidad de Chile | Estadio General Pablo Rojas, Asunción       |                                             |
|                            | Torales 84', 89' | Reporte   | Assadi 17'           | Árbitro(s): Raphael Claus VAR: Daniel Nobre | Árbitro(s): Raphael Claus VAR: Daniel Nobre |

| 15 de julio, 19:00 (UTC-3) | Central Córdoba (SdE) | 0:0     | Cerro Largo | Estadio Único Madre de Ciudades, Santiago del Estero |                                           |
|                            |                       | Reporte |             | Árbitro(s): Roberto Pérez VAR: Diego Haro            | Árbitro(s): Roberto Pérez VAR: Diego Haro |

| 22 de julio, 19:00 (UTC-3) | Cerro Largo | 0:3 (0:1) | Central Córdoba (SdE)                     | Estadio Campeón del Siglo, Montevideo          |                                                |
|                            |             | Reporte   | Perelló 14' · Heredia 58' · Barrera 90+1' | Árbitro(s): Anderson Daronco VAR: Wagner Reway | Árbitro(s): Anderson Daronco VAR: Wagner Reway |

### Octavos de final
| 13 de agosto, 19:30 (UTC-5) | Alianza Lima     | 2:0 (0:0) | Universidad Católica | Estadio Alejandro Villanueva, Lima                 |                                                    |
|                             | Cantero 76', 87' | Reporte   |                      | Árbitro(s): Leandro Rey Hilfer VAR: Héctor Paletta | Árbitro(s): Leandro Rey Hilfer VAR: Héctor Paletta |

| 20 de agosto, 19:30 (UTC-5) | Universidad Católica | vs.     | Alianza Lima | Estadio Olímpico Atahualpa, Quito             |                                               |
|                             |                      | Reporte |              | Árbitro(s): Flavio de Souza VAR: Daniel Nobre | Árbitro(s): Flavio de Souza VAR: Daniel Nobre |

| 13 de agosto, 18:00 (UTC-4) | Bolívar                         | 2:0 (1:0) | Cienciano | Estadio Hernando Siles, La Paz          |                                         |
|                             | Cauteruccio 20' · Batallini 58' | Reporte   |           | Árbitro(s): Jhon Ospina VAR: José Ortiz | Árbitro(s): Jhon Ospina VAR: José Ortiz |

| 20 de agosto, 17:00 (UTC-5) | Cienciano | vs.     | Bolívar | Estadio Inca Garcilaso de la Vega, Cuzco       |                                                |
|                             |           | Reporte |         | Árbitro(s): Augusto Aragón VAR: Franklin Congo | Árbitro(s): Augusto Aragón VAR: Franklin Congo |

| 12 de agosto, 17:00 (UTC-5) | Once Caldas       | 1:0 (0:0) | Huracán | Estadio Palogrande, Manizales              |                                            |
|                             | Moreno 57' (pen.) | Reporte   |         | Árbitro(s): Ramón Abatti VAR: Daniel Nobre | Árbitro(s): Ramón Abatti VAR: Daniel Nobre |

| 19 de agosto, 19:00 (UTC-3) | Huracán             | 1:3 (1:1) | Once Caldas                         | Estadio Tomás Adolfo Ducó, Buenos Aires          |                                                  |
|                             | Miljevic 38' (pen.) | Reporte   | D. Moreno 40', 88' · M. Barrios 65' | Árbitro(s): Paulo Zanovelli VAR: Pablo Goncalves | Árbitro(s): Paulo Zanovelli VAR: Pablo Goncalves |

| 12 de agosto, 19:30 (UTC-5) | América de Cali | 1:2 (0:2) | Fluminense                       | Estadio Pascual Guerrero, Cali            |                                           |
|                             | Barrios 90+3'   | Reporte   | Candelo 7' (a.g.) · Canobbio 15' | Árbitro(s): Cristian Garay VAR: Juan Lara | Árbitro(s): Cristian Garay VAR: Juan Lara |

| 19 de agosto, 21:30 (UTC-3) | Fluminense                 | 2:0 (1:0) | América de Cali | Estadio Maracaná, Río de Janeiro          |                                           |
|                             | Serna 23' · Martinelli 56' | Reporte   |                 | Árbitro(s): Alexis Herrera VAR: Juan Soto | Árbitro(s): Alexis Herrera VAR: Juan Soto |

| 14 de agosto, 21:30 (UTC-3) | Central Córdoba (SdE) | 1:0 (0:0) | Lanús | Estadio Único Madre de Ciudades, Santiago del Estero |                                          |
|                             | Verón 58'             | Reporte   |       | Árbitro(s): Kevin Ortega VAR: Diego Haro             | Árbitro(s): Kevin Ortega VAR: Diego Haro |

| 21 de agosto, 21:30 (UTC-3) | Lanús | vs.     | Central Córdoba (SdE) | Estadio Néstor Díaz Pérez, Lanús          |                                           |
|                             |       | Reporte |                       | Árbitro(s): Cristian Garay VAR: Juan Lara | Árbitro(s): Cristian Garay VAR: Juan Lara |

| 12 de agosto, 19:30 (UTC-5) | Independiente del Valle | 1:0 (1:0) | Mushuc Runa | Estadio Banco Guayaquil, Quito                |                                               |
|                             | Spinelli 19'            | Reporte   |             | Árbitro(s): Gery Vargas VAR: Jorge Justiniano | Árbitro(s): Gery Vargas VAR: Jorge Justiniano |

| 19 de agosto, 19:30 (UTC-5) | Mushuc Runa                           | 2:1 (1:0) (2:4 p.)         | Independiente del Valle                | Estadio Olímpico, Riobamba                |                                           |
|                             | Chalá 45+2' · Penilla 71'             | Reporte                    | Hoyos 90+10'                           | Árbitro(s): Edina Alves VAR: Daiane Muniz | Árbitro(s): Edina Alves VAR: Daiane Muniz |
|                             |                                       | Tiros desde el punto penal |                                        |                                           |                                           |
|                             | Penilla · Tapiero · Arce · B. Delgado |                            | Sornoza · Spinelli · Mercado · Schunke |                                           |                                           |

| 14 de agosto, 19:00 (UTC-3) | Atlético Mineiro      | 2:1 (0:1) | Godoy Cruz | Arena MRV, Belo Horizonte                   |                                             |
|                             | Cuello 67' · Hulk 89' | Reporte   | Andino 37' | Árbitro(s): Alexis Herrera VAR: Carlos Orbe | Árbitro(s): Alexis Herrera VAR: Carlos Orbe |

| 21 de agosto, 19:00 (UTC-3) | Godoy Cruz | vs.     | Atlético Mineiro | Estadio Feliciano Gambarte, Godoy Cruz        |                                               |
|                             |            | Reporte |                  | Árbitro(s): Felipe González VAR: Miguel Araos | Árbitro(s): Felipe González VAR: Miguel Araos |

| 13 de agosto, 20:30 (UTC-4) | Universidad de Chile | 1:0 (1:0) | Independiente | Estadio Nacional, Santiago                    |                                               |
|                             | Assadi 36'           | Reporte   |               | Árbitro(s): Anderson Daronco VAR: Edina Alves | Árbitro(s): Anderson Daronco VAR: Edina Alves |

| 20 de agosto, 21:30 (UTC-3) | Independiente | vs.     | Universidad de Chile | Estadio Libertadores de América, Avellaneda    |                                                |
|                             |               | Reporte |                      | Árbitro(s): Gustavo Tejera VAR: Antonio García | Árbitro(s): Gustavo Tejera VAR: Antonio García |

## Estadísticas

### Goleadores
| Jugador         | Club                    | Goles | Part. |
| --------------- | ----------------------- | ----- | ----- |
| Ismael Díaz     | Universidad Católica    | 6     | 7     |
| Junior Paredes  | Academia Puerto Cabello | 6     | 7     |
| Dayro Moreno    | Once Caldas             | 6     | 10    |
| Gaspar Gentile  | Cienciano               | 5     | 8     |
| Pablo Vegetti   | Vasco da Gama           | 5     | 8     |
| Pablo Aránguiz  | Unión Española          | 4     | 7     |
| Diego Diellos   | Nacional Potosí         | 4     | 7     |
| Carlos Orejuela | Mushuc Runa             | 4     | 7     |
| Junior Marabel  | Palestino               | 4     | 9     |

### Asistentes
| Jugador          | Club                    | Asistencias |
| ---------------- | ----------------------- | ----------- |
| Matko Miljevic   | Huracán                 | 5           |
| Gonzalo Abrego   | Godoy Cruz              | 3           |
| Michael Barrios  | Once Caldas             | 3           |
| Ender Echenique  | Caracas                 | 3           |
| Alejandro García | Once Caldas             | 3           |
| Agustín Manzur   | Guaraní                 | 3           |
| William Mendieta | Guaraní                 | 3           |
| Carlos Orejuela  | Mushuc Runa             | 3           |
| Gerardo Padrón   | Academia Puerto Cabello | 3           |
| Diego Tarzia     | Independiente           | 3           |